# Honey Popcorn
Honey Popcorn là một nhóm nhạc nữ thần tượng của Nhật Bản ra mắt ngày 21 tháng 3 năm 2018 với 3 thành viên đều mang quốc tịch Nhật Bản gồm: Mikami Yua, Moko Sakura, Matsuda Miko. Nhóm đã ra mắt với MV "Bibidi Babidi Boo". Không bao lâu ra mắt thành viên Miko Matsuda tuyên bố rời nhóm để tập trung vào công việc đóng phim. Công ty quản lý đã tuyển thêm 3 gương mặt mới để nhóm có thể tiếp tục comeback. Ba cô gái được bổ sung vào nhóm là Nako Miyase, Ruka Tazima, Sara Izumi.

## Lịch sử
- Mikami Yua từng là thành viên thế hệ 2 của nhóm nhạc SKE48 từ năm 2009 tới năm 2018. Cô rời nhóm vào tháng 4 năm 2018. Trước đó, cô cũng từng tham gia thử giọng cho nhóm nhạc Morning Musume nhưng không thành công.
- Matsuda Miko từng là thành viên thế hệ 2 của nhóm nhạc NMB48 từ năm 2011 tới năm 2012. Cô rời nhóm vào tháng 1 năm 2012.
- Moko Sakura từng là thành viên thế hệ 1 của nhóm nhạc Bakusute Sotokanda Icchome từ năm 2012 tới năm 2014.
- Izumi Sara từng là thành viên của các nhóm nhạc ChocoLe (sau này là Bitter Chocolate), Idoling!!!, Yanchan Gakuen Ongakubu. Năm 2009, cô gia nhập nhóm nhạc Idoling! Năm 2011, cô và một vài thành viên khác của Idoling rời nhóm, gia nhập ChocoLe. Năm 2013, nhóm tạm ngưng hoạt động. Năm 2013, cô trở thành thành viên của Yanchan Gakuen Ongakubu thông qua chương trình tuyển chọn thành viên Miss Young Champion gravure idol audition in 2013 nhưng nhanh chóng rời nhóm ít lâu sau đó.
- Nako Miyase từng là thành viên của nhóm nhạc Sherbet. Cô gia nhập nhóm vào năm 2018 và rời nhóm ít lâu sau đó.

Honey Popcorn dự kiến ra mắt công chúng vào ngày 14 tháng 3 năm 2018, nhưng về sau kế hoạch này đã bị hủy bỏ không rõ lí do, nhiều khả năng là do phản ứng dữ dội của khán giả Hàn Quốc trước việc cả ba thành viên Honey Popcorn đều đang là diễn viên đóng phim cấp 3. Vượt qua làn sóng phản ứng dữ dội của khán giả Hàn Quốc, Honey Popcorn đã có buổi ra mắt chính thức vào ngày 21 tháng 3 năm 2018 với 3 thành viên đều mang quốc tịch Nhật Bản: Mikami Yua, Moko Sakura, Matsuda Miko với mini album đầu tay "Bibidi Babidi Boo" với ca khúc chủ đề cùng tên.
Không bao lâu ra mắt thành viên Miko Matsuda tuyên bố rời nhóm để tập trung vào công việc đóng phim. Ba cô gái được bổ sung vào nhóm là Nako Miyase, Ruka Tazima, Sara Izumi. Nhóm chính thức comeback 5/7/2019 với ca khúc "De-aeseohsta". Nhóm chính thức trở lại trở lại với 5 thành viên ngày 5 tháng 7 năm 2019 với mini album thứ hai: "De-aeseohsta", với ca khúc chủ đề cùng tên.
Tháng 12 năm 2020, thành viên Nako Miyase tuyên bố rời nhóm.

## Thành viên
In đậm là trưởng nhóm
| Thành viên hiện tại | Thành viên hiện tại | Thành viên hiện tại | Thành viên hiện tại | Thành viên hiện tại | Thành viên hiện tại | Thành viên hiện tại | Thành viên hiện tại |
| Nghệ danh           | Nghệ danh           | Nghệ danh           | Tên thật            | Tên thật            | Tên thật            | Ngày sinh           | Màu sắc đại diện    |
| Kanji               | Rōmaji              | Tiếng Việt          | Kanji               | Rōmaji              | Tiếng Việt          | Ngày sinh           | Màu sắc đại diện    |
| ------------------- | ------------------- | ------------------- | ------------------- | ------------------- | ------------------- | ------------------- | ------------------- |
| 桜もこ              | Sakura Moko         | Anh Mậu Tử          | 伊東裕              | Ito Yuu             | Y Đông Dụ           | 19 tháng 3, 1991    |                     |
| 三上悠亜            | Mikami Yua          | Tam Thượng Du Á     | 鬼頭桃菜            | Kitō Momona         | Quỷ Đầu Đào Thái    | 16 tháng 8, 1993    |                     |
| 田島瑠夏            | Tajima Ruka         | Điền Đảo Lưu Hạ     | 田島瑠夏            | Tajima Ruka         | Điền Đảo Lưu Hạ     | 19 tháng 12, 1995   |                     |
| 和泉 サラ           | Izumi Sara          | Hòa Tuyền Sa Lạp    | 橋本楓              | Kaede Hashimoto     | Cao Bản Phong       | 1 tháng 12, 1997    |                     |
| Cựu thành viên      |                     |                     |                     |                     |                     |                     |                     |
| 松田美子            | Matsuda Miko        | Tông Điền Mỹ Tử     | 岡田梨紗子          | Okada Risako        | Cương Điền Lê Sa Tử | 28 tháng 10, 1995   |                     |
| 宮瀬なこ            | Miyase Nako         | Cung Tây Na Khả     | 宮瀬葵菜            | Miyase Aina         | Cung Tây Quỳ Thái   | 11 tháng 3, 1997    |                     |

## Danh sách đĩa nhạc

### Mini album
| Tên bài hát                | Album | Danh sách bài hát | Vị trí xếp hạng cao nhất | Doanh số     |
| Tên bài hát                | Album | Danh sách bài hát | KOR                      | Doanh số     |
| -------------------------- | --- | --- | ------------------------ | ------------ |
| Bibidi Babidi Boo          | - Phát hành: 21 tháng 3 năm 2018 - Nhãn đĩa: Kyun Create, LOEN Entertainment - Định dạng: CD, digital download | Danh sách 1. Bibidi Babidi Boo (비비디바비디부) 2. First Kiss 3. Pretty Lie 4. Bibidi Babidi Boo Inst. (비비디바비디부 Inst.) | 18                       | - KOR: 1.500 |
| De-aeseohsta(디에세오스타) | - Phát hành: 5 tháng 7 năm 2019 - Nhãn đĩa: Kyun Create, Genie Music - Định dạng: CD, digital download         | Danh sách 1. De-aeseohsta (디에세오스타) 2. 바보야 3. Violet (피어나)                                                         | 32                       | - KOR: 1.682 |

### Đĩa đơn
| Tên bài hát         | Phát hành                     |
| ------------------- | ----------------------------- |
| "Bibidi Babidi Boo" | 21 tháng 3 năm 2018           |
| "First Kiss"        | 21 tháng 3 năm 2018           |
| "Pretty Lie"        | 21 tháng 3 năm 2018           |
| "De-aeseohsta"      | 5 tháng 7 năm 2019            |
| "Violet"            | 5 tháng 7 năm 2019            |
| "You Fool"          | Phát hành: 5 tháng 7 năm 2019 |

## Video âm nhạc

### Video âm nhạc
| Năm  | Tên                               | Ghi chú  |
| ---- | --------------------------------- | -------- |
| 2018 | 비비디바비디부(Bibidi Babidi Boo) | MV debut |
| 2019 | 디에세오스타(De-aeseohsta)        |          |

### Video âm nhạc đã xuất hiện
| Năm  | Tên                                                                                | Nghệ sĩ | Đĩa đơn                                 | Thành viên | Ghi chú                        |
| ---- | ---------------------------------------------------------------------------------- | ------- | --------------------------------------- | ---------- | ------------------------------ |
| 2010 | 青春は恥ずかしい(Seishun wa Hazukashii)                                            | SKE48   | 1!2!3!4! ヨロシク!(1!2!3!4! YOROSHIKU!) | Mikami Yua | Với tư cách là thành viên nhóm |
| 2011 | 微笑みのポジティブシンキング(Hohoemi no Positive Thinking)                         | SKE48   | Oki Doki                                | Mikami Yua | Với tư cách là thành viên nhóm |
| 2012 | なんて銀河は明るいのだろう(Nante Ginga wa Akarui no Darō)                          | SKE48   | アイシテラブル!(Aishiteraburu!)         | Mikami Yua | Với tư cách là thành viên nhóm |
| 2012 | 鳥は青い空の涯を知らない(Tori wa Aoi Sora no Hate wo Shiranai)                     | SKE48   | キスだって左利き(Kiss Datte Hidarikiki) | Mikami Yua | Với tư cách là thành viên nhóm |
| 2013 | シャララなカレンダー(Shalala na Calendar)                                          | SKE48   | 美しい稲妻(Utsukushii Inazuma)          | Mikami Yua | Với tư cách là thành viên nhóm |
| 2013 | 石榴の実は憂鬱が何粒詰まっている(Zakuro no Mi wa Yuutsu ga Nantsubu Tsumatte Iru?) | SKE48   | 賛成カワイイ！(Sansei Kawaii!)          | Mikami Yua | Với tư cách là thành viên nhóm |
| 2014 | 待ち合わせたい(Machi Awasetai)                                                     | SKE48   | 未来とは？(Mirai to wa?)                | Mikami Yua | Với tư cách là thành viên nhóm |
| 2020 | I Shot You                                                                         | Namewee |                                         | Mikami Yua |                                |

## Một số bài hát khác

### Bài hát
| Tên                                                                 | Đĩa đơn                                 | Album                                                     | Thành viên   | Ghi chú                                                              |
| ------------------------------------------------------------------- | --------------------------------------- | --------------------------------------------------------- | ------------ | -------------------------------------------------------------------- |
| 強き者よ(Tsuyokimono yo)                                            | 強き者よ(Tsuyokimono yo)                | この日のチャイムを忘れない(Kono Hi no Chime wo Wasurenai) | Mikami Yua   | Team KII ver, với tư cách là thành viên của SKE48                    |
| 強き者よ(Tsuyokimono yo)                                            | 強き者よ(Tsuyokimono yo)                | 革命の丘(Kakumei no Oka)                                  | Mikami Yua   | Team KII ver, với tư cách là thành viên của SKE48                    |
| そばにいさせて(Soba Ni Isasete)                                     | 1!2!3!4! ヨロシク!(1!2!3!4! YOROSHIKU!) |                                                           | Mikami Yua   | Với tư cách là thành viên của SKE48                                  |
| 積み木の時間(Tsumiki no Jikan)                                      | パレオはエメラルド(Pareo wa Emerald)    |                                                           | Mikami Yua   | Với tư cách là thành viên của SKE48                                  |
| 初恋の踏切(Hatsukoi no Fumikiri)                                    | Oki Doki                                |                                                           | Mikami Yua   | Với tư cách là thành viên của SKE48                                  |
| 今日までのこと、これからのこと(Kyou Made no Koto, Korekara no Koto) | 片想い Finally(Kataomoi Finally)        |                                                           | Mikami Yua   | Với tư cách là thành viên của SKE48                                  |
| Through the Night                                                   | 美しい稲妻(Utsukushii Inazuma)          |                                                           | Mikami Yua   | Với tư cách là thành viên của SKE48                                  |
| 待ち合わせたい(Bokura no Kizuna)                                    | 未来とは？(Mirai to wa?)                |                                                           | Mikami Yua   | Với tư cách là thành viên của SKE48                                  |
| あの日の風鈴(Ano Hi no Fuurin)                                      | Gingham Check                           | 次の足跡(Tsugi no Ashiato)                                | Mikami Yua   | Kết hợp với AKB48, NMB48, HKT48, với tư cách là thành viên của SKE48 |
| なんでやねん、アイドル(Nandeyanen, Idol)                            | Oh My God!                              |                                                           | Matsuda Miko | Với tư cách là thành viên của NMB48                                  |
| 場当たりGO!(Baatari GO!)                                            | 純情 U-19(Junjou U-19)                  |                                                           | Matsuda Miko | Với tư cách là thành viên của NMB48                                  |
| ここにいたこと(Koko ni Ita Koto)                                    |                                         | ここにいたこと(Koko ni Ita Koto)                          | Matsuda Miko | Kết hợp với AKB48, SKE48, HKT48, với tư cách là thành viên của NMB48 |

### Đĩa đơn
Chỉ bao gồm những đĩa đơn mà tất cả bài hát của đĩa đơn thành viên đó đều tham gia góp giọng, không tính những đĩa đơn thành viên chỉ tham gia góp giọng 1 vài bài.
| Năm  | Đĩa đơn                                                                               | Vị trí cao nhất trên BXH | Doanh số | Thành viên  | Ghi chú                                               |
| Năm  | Đĩa đơn                                                                               | JP                       | Doanh số | Thành viên  | Ghi chú                                               |
| ---- | ------------------------------------------------------------------------------------- | ------------------------ | -------- | ----------- | ----------------------------------------------------- |
| 2011 | Milk to Chocolate                                                                     |                          |          | Izumi Sara  | Với tư cách là thành viên của ChocoLe                 |
| 2012 | くちぶえピューピュー(Kuchibue Pyu Pyu)                                                |                          |          | Izumi Sara  | Với tư cách là thành viên của ChocoLe                 |
| 2012 | Produce                                                                               | 17                       | 7,276    | Moko Sakura | Với tư cách thành viên của Bakusute Sotokanda Icchome |
| 2013 | ヨロピク ピクヨロ！(Yoropiku Pikuyoro!)                                               | 8                        | 10,145   | Moko Sakura | Với tư cách thành viên của Bakusute Sotokanda Icchome |
| 2013 | バイトファイター(Baito Fighter)                                                       | 1                        | 24,067   | Moko Sakura | Với tư cách thành viên của Bakusute Sotokanda Icchome |
| 2013 | 美少女黙示録(Bishoujo Mokushiroku)                                                    | 4                        | 23,130   | Moko Sakura | Với tư cách thành viên của Bakusute Sotokanda Icchome |
| 2013 | Oh my destiny                                                                         | 4                        | 19,346   | Moko Sakura | Với tư cách thành viên của Bakusute Sotokanda Icchome |
| 2014 | 青春クロニクル／ハリネズミとジェリービー(Seishun Chronicle / Harinezumi to Jelly Bee) | 3                        | 17,383   | Moko Sakura | Với tư cách thành viên của Bakusute Sotokanda Icchome |

## Liên kết ngoại

### Facebook
- Facebook

### Intasgram
- Istagram
- Yua Mikami
- Moko Sakura
- Matsuda Miko

### Twitter
- Twitter
- Mikami Yua
- Moko Sakura
- Matsuda Miko